# Сан-Надзаро-Сезия
Сан-Надзаро-Сезия (итал. San Nazzaro Sesia) — коммуна в Италии, располагается в регионе Пьемонт, в провинции Новара.
Население составляет 726 человек (2008 г.), плотность населения составляет 66 чел./км². Занимает площадь 11 км². Почтовый индекс — 28060. Телефонный код — 0321.
Покровителями коммуны почитаются святые Назарий и Кельсий, празднование 28 июля.

## Демография
Динамика населения:

## Администрация коммуны
- Официальный сайт: http://www.comune.sannazzarosesia.no.it